# آل کلر
اَلواه ای. کِلِر (انگلیسی: Alvah A. Keller؛ زادهٔ ۱۱ آوریل ۱۹۲۰ در الکساندر بی، نیویورک، درگذشتهٔ ۱۹ نوامبر ۱۹۶۱ در فینیکس، آریزونا) رانندهٔ مسابقات اتومبیل‌رانی فرمول یک اهل ایالات متحده آمریکا بود که از فصل ۱۹۵۵ تا ۱۹۶۰ در مجموع در شش گراند پری شرکت کرد، اما موفق به کسب هیچ امتیازی نشد.
کلر در ۱۹ نوامبر ۱۹۶۱ بر اثر شدت جراحات وارده طی تصادف رانندگی به‌هنگام مسابقه در فینیکس، آریزونا درگذشت.